# المراغة (سوهاج)

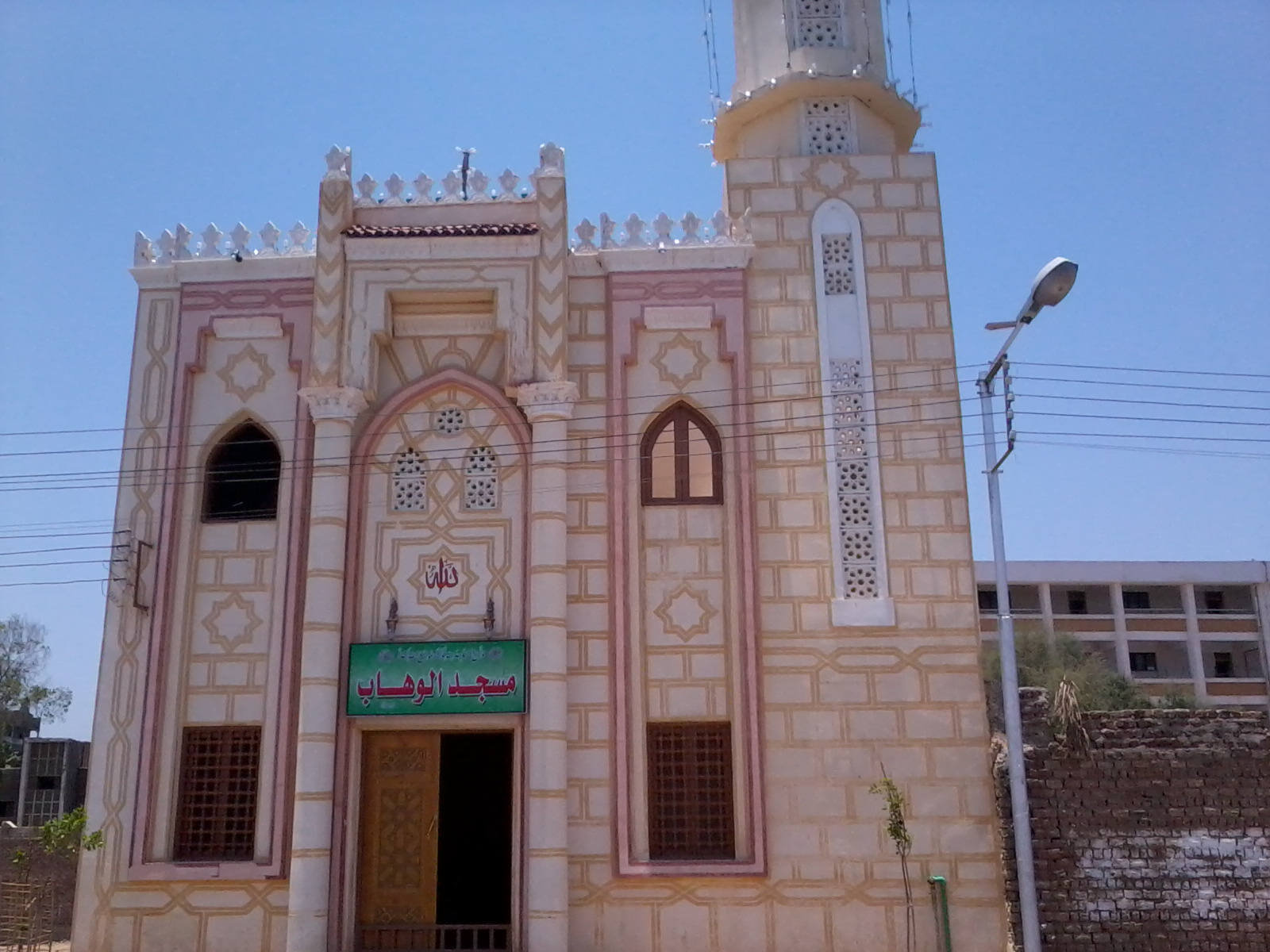
مسجد الوهَّاب بالمراغة.

المراغة مدينة مصرية تتبع محافظة سوهاج بمصر، وهي قاعدة مركز المراغة، من أبنائها الشيخ المراغي شيخ الجامع الأزهر.